# 鄭萃雯
鄭萃雯（英語：Karen Cheng Sui Man，1985年8月4日—），香港新聞工作者，綽號新聞女王，曾任無綫電視新聞新聞報導員，現任香港電台主持人。

## 簡介
鄭萃雯分別在1997年和2004年畢業於羅富國校友會學校和華英中學，2007年畢業於香港浸會大學傳理學院（主修廣播新聞），跟香港新聞工作者嚴敏璣、陳婉婷、劉曉儀、李嘉莉是同屆同學。
鄭萃雯於2006年暑假加入無綫新聞當實習記者，其後獲聘用為無綫收費電視新聞台/無綫互動新聞台主播，兼任節目《中華掠影》主持與採訪港聞之工作，亦負責星期五晚間新聞《周五搜記》環節採訪工作。此外，鄭萃雯間中亦為翡翠台主持《六點半新聞報道》後的《天氣報告》及晚間新聞後的《天氣報告》，以及報道晚間《新聞提要》。由2010年5月15日起，兼任《香港早晨》的主播。2011年7月3日起，擔任《午間新聞》主播。2011年10月29日起主持《晚間新聞》，並在2012年10月6日起兼任《六點半新聞報道》主播；2013年5月31日起，擔任駐廣州記者。
2011年6月14日起，鄭萃雯調往翡翠台擔任港聞記者。主要負責採訪香港的醫療新聞。
2013年12月30日和12月31日，鄭萃雯首次主持《2013香港大事回顧》，拍檔為吳璟儁（他亦是2012至2016年的主持）；接替原屬的主持人周嘉儀。
2015年3月6日，鄭萃雯首次主持星期一至五的《晚間新聞》。
2016年10月，獲晉升為採訪主任。
2017年7月18日，鄭萃雯宣佈離巢，結束與無綫新聞11年的賓主關係。
鄭萃雯在離開無綫後轉為從事公關工作，及至2018年初獲香港電台邀請主持電台節目《大氣候》和《香港故事-尋優探品》。隨後再於電台擔任《醫生與你》節目主持。

## 個人生活
- 2011年3月28日，鄭萃雯下嫁同台的攝影師潘國輝（Anson）。[3]
- 2016年1月1日，鄭萃雯於伊利沙伯醫院誕下雙胞胎男嬰。[4]
- 2016年9月4日，好友李朗怡嫁給鄭萃雯兄長，成為她的嫂子。

## 廣告
- 2019年：高露潔牙膏[5]
- 2022年：愉景灣意峰[6]
- 2022年：Oilatum 成人潤膚系列[7][8]
- 2022年：香港大學公民社會與治理研究中心[9]
- 2022年：香港教育大學賽馬會升級資源套[10]
- 2023年：加拿大Greentree[11]

## 著作
- 報章 AM730《萃聞萃語》專欄
- 2018年7月 《兒童健康傾醫啲》出版社：爸媽學堂 / 國際書號：9789888524204

## 趣事
- 2014年2月21日的香港早晨，無綫新聞主播林小珍誤將鄭萃雯稱呼為另一主播盤翠瑩。[12]
- 2016年5月2日的香港早晨，開場時鄭萃雯對另一主播梁凱寧說早晨時沒有叫對方名稱，令對方遲疑了一下，自己也忍不住笑，完場時說錯了「今日天氣講到呢度」，之後才說「今日新聞報到完喇」。
- 2016年6月15日的香港早晨，在開始天氣報告時，鄭萃雯對另一主播梁凱寧懷疑讀成梁凱能。

## 連結
- 鄭萃雯的 Facebook 網頁 （页面存档备份，存于）
- 鄭萃雯的 Instagram 網頁
- 鄭萃雯的新浪微博